# Karl Schlee
Karl Ludwig Schlee (* 16. Mai 1902 in Eisenberg (Pfalz); † 1988 in Neustadt an der Weinstraße) war ein deutscher Kommunalpolitiker der NSDAP. Er war von 1938 bis 1944/45 Oberbürgermeister der Stadt Neustadt an der Weinstraße.

## Leben
Als Bäckersohn wuchs er in Carlsberg auf. Nach einem Jahr an der Mittelschule in Elberfeld kehrte er 1914 an die Volksschule in Carlsberg zurück, weil sein Vater zum Wehrdienst eingezogen wurde. 1916 nahm Schlee eine kaufmännische Lehre in Lambsheim auf. Ab 1923 besuchte er Weiterbildungskurse in Frankenthal und zog noch im gleichen Jahr nach Neustadt an der Weinstraße, wo er bei größeren Handelsfirmen eine Anstellung fand.
1925 wurde Schlee Mitglied der NSDAP (Mitgliedsnummer 20.597) und übernahm im Mai 1933 die Leitung der neugebildeten NSDAP-Ortsgruppe Neustadt-West und wurde Mitglied des dortigen Stadtrates. Von 1935 bis 1936 war er stellvertretender Kreisleiter der NSDAP in Neustadt. Im März 1936 wurde er zum stellvertretenden Bürgermeister von Neustadt gewählt. Mit Wirkung vom 14. Juni 1938 wurde Schlee zum Oberbürgermeister von Neustadt ernannt. Er war Mitglied mehrerer Aufsichts- und Verwaltungsräte und blieb bis zur Einberufung zum Wehrdienst 1944 im Amt und wurde dann von seinem Stellvertreter vertreten.
Gegen Kriegsende geriet er in amerikanische Gefangenschaft. Er war zunächst im Lager Kornwestheim und ab 1947 im Lager Landau interniert. Im Dezember 1948 erfolgte seine Entlassung aus der Kriegsgefangenschaft. Im Zuge der Entnazifizierung wurde ein Spruchkammerverfahren in Neustadt an der Weinstraße eröffnet und im Januar 1950 eingestellt.